# Lolif
Lolif è un comune francese di 599 abitanti situato nel dipartimento della Manica nella regione della Normandia.
Fa parte del cantone di Sartilly, nella circoscrizione (arrondissement) di Avranches.

## Storia

### Simboli
Lo stemma è stato creato nel 2021: lo scaglione rappresenta la collina su cui si trova il paese, le mele simboleggiano il sidro prodotto nel territorio, l'arpa ricorda la figura di Bertrand de Bacilly, compositore nato a Lolif 400 anni fa, che rivoluzionò il canto barocco.

## Società

### Evoluzione demografica
Abitanti censiti